# ヘルメティア
ヘルメティア (Helmetia) は、約5億年前のカンブリア紀に生息した化石節足動物の一属。左右の尖った頭部をもつ。カナダのバージェス動物群で見つかった Helmetia expansa によって知られている。

## 名前
学名「Helmetia」は模式種（タイプ種）の発見地であるバージェス頁岩の付近、カナディアン・ロッキー山脈自然公園群のクートニー国立公園 にある山「Helmet Mountain」に由来する。ラテン語で「拡張」「広い」を意味する模式種の種小名「expansa」は、本種の幅広い体型にちなんで名付けられた。

## 化石と発見
ヘルメティアの化石はバージェス頁岩のみから知られ、2025年現在では36点の標本がそれぞれカナダのロイヤルオンタリオ博物館とアメリカの国立自然史博物館に所蔵される。
本属は1917年で発見され、1918年でチャールズ・ウォルコットによって命名され、更に1931年で同じ著者によって当時唯一の標本 USNM 83952 がホロタイプと明記された。しかし、いずれも特に詳細な記載はなされておらず、それ以降は1975年から1998年にかけて20点以上の新しい標本が産出されるも、本属は一部の研究にホロタイプが少し言及されるだけであった。こうして1世紀ほども研究が進んでいなかった本属は Losso et al. 2025 によって本格的な再記載をなされ、一部の特徴が発見・更新される同時に、脱皮中と思われる状態で保存された化石標本も記載された。

## 形態

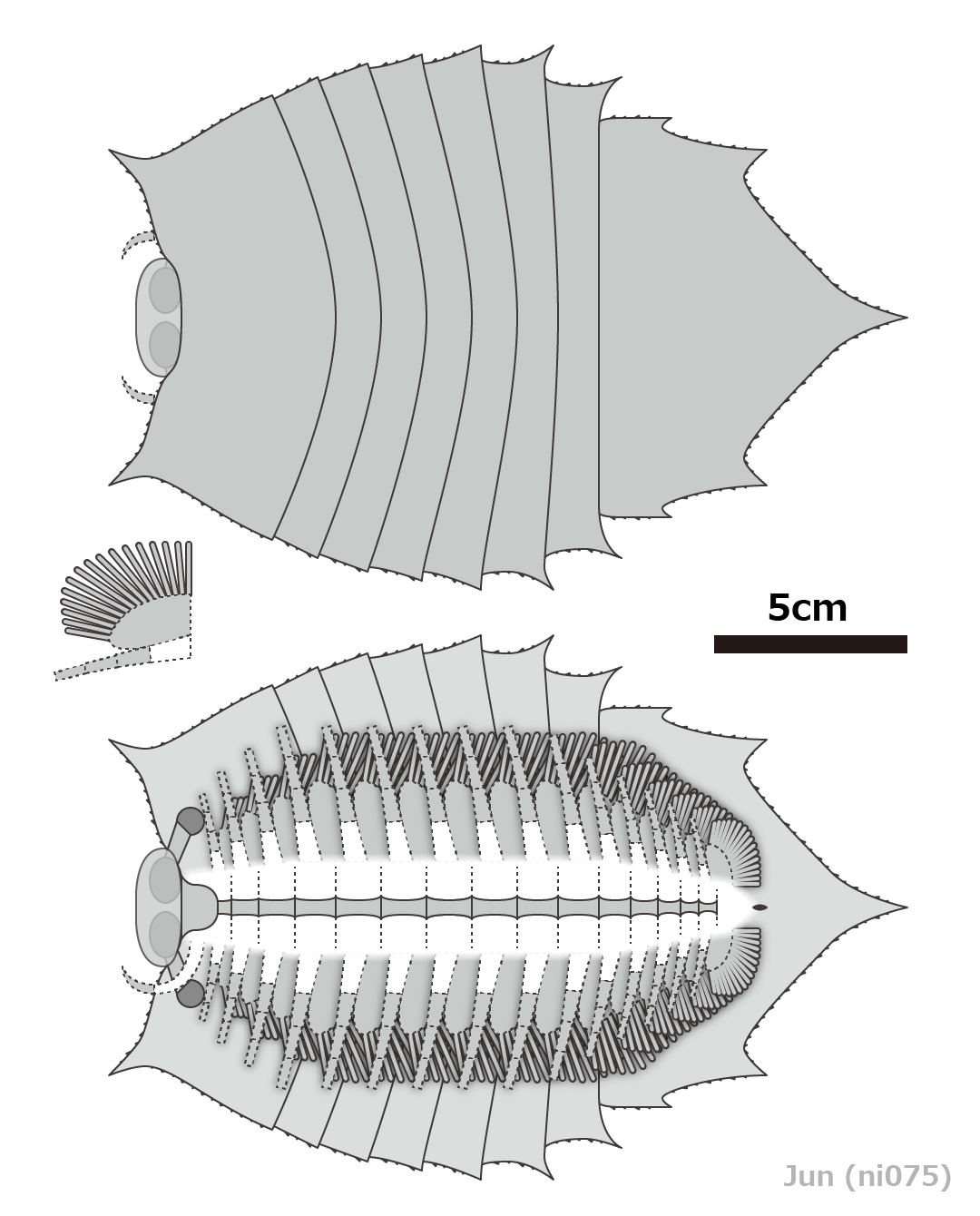
Helmetia expansa の模式復元図

体長は9.2から18.3 cmに及ぶ。背面の外骨格（背板 tergite）は扁平でやや幅広く、数多くの体節は頭部 (head, cephalon) と胴部 (trunk) に、胴部は更に胸部 (thorax) と尾部 (pygidium) と計3つの合体節に分かれている。背板は縁に鋸歯が並び、左右の肋部 (tergopleurae, pleural region) の境目は頭部側ほど前に湾曲する。各肋部は縁辺部で前後に接しており (edge-to-edge)、上下にずらしたり重なったりすることのない不動な構造をしている。
頭部の背甲 (head shield) は縦より横に幅広い台形で、前縁左右には1対の角のような棘が突き出す。前縁中央はやや陥入し、1枚の小さな楕円形の甲皮 (anterior sclerite, または prehypostomal sclerite)が備わっている。胸部は6節の胸節からなり、最終2節の背板は両後端の棘が突出する。尾部は大きな倒三角形で、左右に2対、末端に1本の棘がある。
腹面は不明確な所が多い。甲皮には1対の中眼 (median eye) と思われる内部構造 (frontal organ) があり、その左右には複眼と思われる側眼 (lateral eye) が短い眼柄に付属し、背甲の下に覆われている。甲皮の後方には口を覆い被せた1枚のハイポストーマ (hypostome) が隣接する。付属肢（関節肢）は保存状態が悪く、外肢以外の特徴は長い間ほぼ不明であった。触角は短く、背甲前縁に露出し内側に湾曲した先端数節のみ知られている。それ以降は頭部に少なくとも3対（胸部との境目にある1対まで含むと4対）、各胸節に1対、尾部に少なくとも5対の脚が並んでいるが、未だに不明点が多く、それぞれ平板状の外肢 (exopod) で扇状に並んだ葉状の附属体 (lamella) のみ明確に知られている。外肢の下にあるはずの原節 (protopod, basipod) や歩脚型の内肢 (endopod) についてはほぼ不明であり、かつては内肢が退化したと考えられたが、後に内肢をもつことが指摘され、少なくとも長方形の先端3節が確認される。それぞれの脚の間には1枚の砂時計状の腹板 (sternite) が並んでいる。尾部第2側棘より後ろの位置に肛門が開く。
内部構造は消化系と視神経が知られている。消化管は口側にUターンして曲がり返し、頭部から第1胸節にかけて5対の消化腺（中腸腺 midgut gland）が左右に並んでいる。

## 生態
ヘルメティアはかつて遊泳性の懸濁物食者と考えられたが、これは歩脚を欠くという否定的な旧復元を基にした解釈である。内肢（歩行能力）と消化腺（複雑な餌の消化能力）が判明したことにより、ヘルメティアはむしろ多くの三葉形類と同様、海底を這う底生性の腐肉食者もしくは捕食者であった可能性の方が高い。しかし内肢の基部と原節（種類によっては採餌・咀嚼用の顎基が生えて、すなわち詳細な食性を示唆する部分）は未だに不明の為、それ以上に詳しい食性は判断しにくい。

## 分類

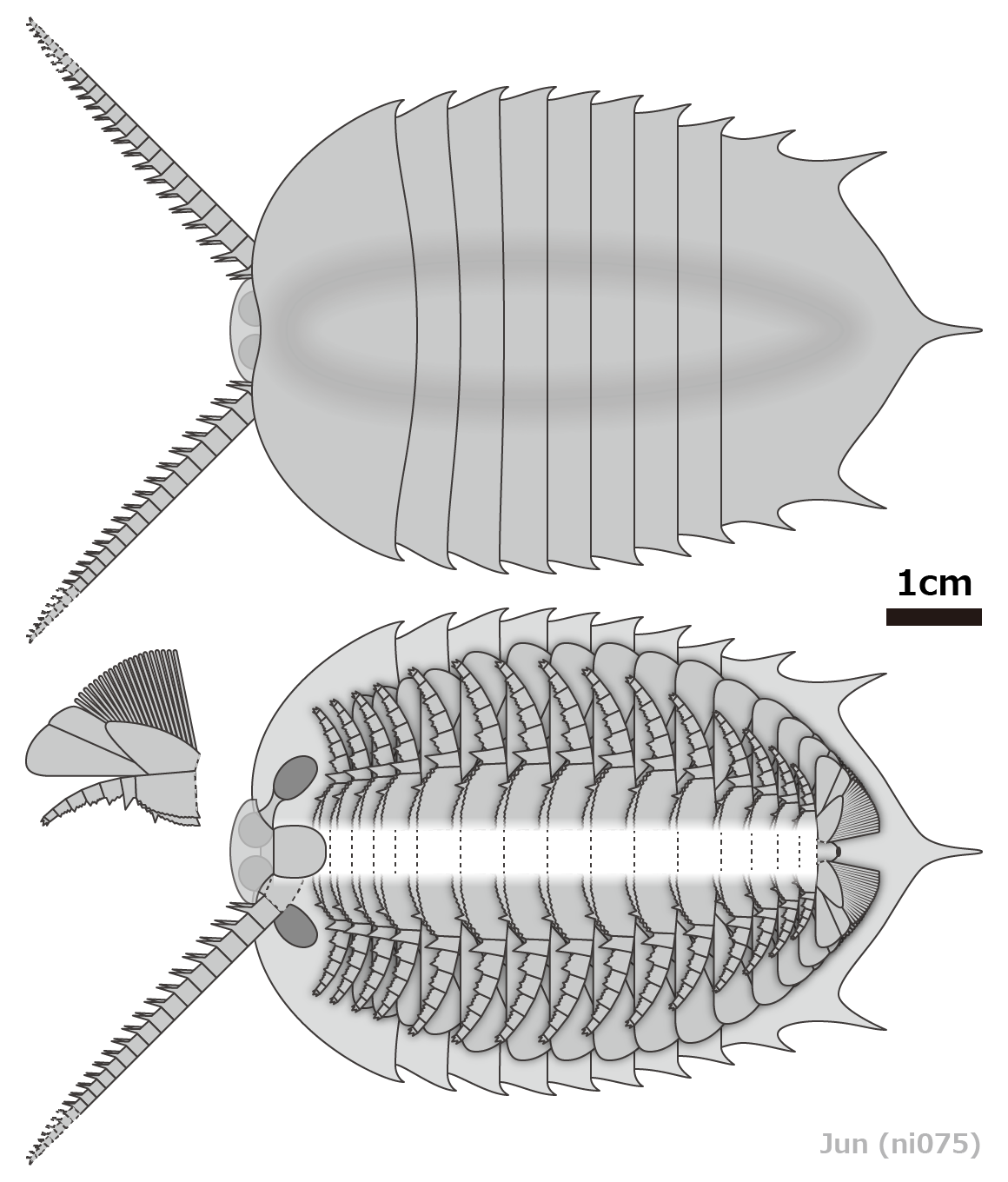
クアマイア

ヘルメティアは古生物のみ知られる節足動物の分類群Artiopoda類に属する。その中で本属は三葉虫やナラオイアなどと共に三葉形類に、更にサペリオンやクアマイアなどと共にConciliterga類（またはヘルメティア目 Helmetiida）に分類され、特にクアマイアなどとの類縁関係が多くの系統解析に支持される。また、この2属は更にロンビカルヴァリアやハイフェンゲラと共にヘルメティア科 (Helmetiidae) としてまとめられることもあり、そのうちヘルメティアは前方左右が尖った背甲で他の種類と区別される。
ヘルメティア（ヘルメティア属 Helmetia）にはカナダのバージェス動物群（ウリューアン期、約5億500万年前）で見つかった模式種である Helmetia expansa のみ確定的に含まれる。バージェス頁岩付近の Tulip Beds 産地には、暫定的に Helmetia sp. として同定される標本 ROMIP 66314 がある。チェコのJince Formation（同じくウリューアン期）で見つかった不完全な尾部とされる部分を基に記載された Helmetia? fastigata については、フルディア科のラディオドンタ類の甲皮の見間違いだと疑問視されている。